# George Pruteanu
George-Mihail Pruteanu (n. 15 decembrie 1947, București, România – d. 27 martie 2008, București, România) a fost un politician și filolog român.

## Biografie
Pruteanu s-a născut la 15 decembrie 1947 la București. Tatăl său, Paul Pruteanu (născut Pincu Solomonovici, 1908–1966), a fost un medic și profesor universitar evreu din Bârlad, cu preocupări în organizarea sistemului sanitar și în istoria medicinei din Moldova. Mama lui, Sofia Pruteanu, a fost funcționară. George Pruteanu a studiat literatura la universitățile din Iași și București, obținând ulterior titlul de doctor în filosofie.

## Activitate profesională
Începând cu anul 1972 el a scris articole și eseuri pentru diverse reviste literare, ca de exemplu Convorbiri literare, Cronica, România literară, Contemporanul. După Revoluția din anul 1989 a continuat să lucreze ca jurnalist și critic literar pentru reviste și ziare ca Expres, Evenimentul Zilei, Dilema. Între 1995 și 1999 el a fost realizatorul unui program zilnic de televiziune de cinci minute despre folosirea corectă a limbii române, Doar o vorbă „săț-i” mai spun, care a fost prezentat mai întâi la Tele 7 ABC (1995), apoi la Pro TV (1995-1996), iar ulterior, cu denumirea Doar o vorbă săț-i mai spun, la TVR1 (1997-1999 și din nou în 2006). Rubrică de cronică literară în Dilema. Rubrica „Veto” (publicistică pe teme cultural-politice) în Curentul.
Pruteanu a criticat industria mediatică de divertisment din România, în special referitor la programele de calitate scăzută și la manele, pe care el le-a numit „un gunoi”.

## Activitate politică
În 1996 a fost ales ca senator de Constanța al Partidului Național Țărănesc Creștin Democrat în Senatul României. A demisionat din PNȚCD în 1998 și devenit senator neafiliat. În legislatura 1996-2000, George Pruteanu a fost membru în grupurile parlamentare de prietenie cu Republica Franceză-Senat și Republica Polonă.
Pruteanu a introdus un proiect de lege în 1997, devenit cunoscut ca „Legea Pruteanu”, care cerea ca toate textele publice (inclusiv reclamele) în limbi străine să conțină și traducerea în română. Legea a fost promulgată de președintele Ion Iliescu și adoptată de parlament în 2004 într-o variantă modificată, care nu conține sancțiunile prevăzute în proiectul inițial (Legea 500/2004).
În 2000 a fost ales din nou, de această dată în Bistrița-Năsăud ca membru al Partidului Social Democrat. În 2003 a demisionat din PSD și s-a alăturat Partidului România Mare, candidând pentru Senat din partea Sucevei. În legislatura 2000-2004, George Pruteanu a fost membru în grupurile parlamentare de prietenie cu UNESCO și Regatul Belgiei. George Pruteanu a înregistrat 64 de luări de cuvânt în 50 de ședințe parlamentare. George Pruteanu a fost membru în comisia pentru cultură, artă și mijloace de informare în masă și în comisia pentru învățământ, știință, tineret și sport.  

## Moarte
George Pruteanu a decedat la 27 martie 2008 la București în urma unui infarct miocardic și a fost înmormântat în cimitirul Bellu.

## Lucrări
Este autorul a cinci cărți și traducător:
- Petru Dumitriu: Pactul cu diavolul Arhivat în 31 martie 2008, la Wayback Machine. (1995)
- Partidul și partida – atitudini politice Arhivat în 27 ianuarie 2008, la Wayback Machine. (2000)
- Cronica unei mari dezamăgiri – O istorie mediatică Arhivat în 15 ianuarie 2008, la Wayback Machine. (2000)
- Feldeința călinesciană – studiu monografic Arhivat în 24 iunie 2018, la Wayback Machine. (2001);
- Elemente esențiale de tehnică mediatică (2002)
- Traducerea Divinei Comedii a lui Dante în limba română.[22]